# Ништадт (линейный корабль, 1721)
«Ништадт» — парусный линейный корабль Балтийского флота Российской империи.

## Описание корабля
Парусный линейный корабль 4 ранга, длина судна по сведениям из различных источников составляла от 40,54 до 40,6 метра, ширина — 11 метров, а осадка от 4,66 до 4,7 метра. Вооружение судна составляли 56 орудий. Название получил в честь финского города, в котором 30 августа (10 сентября) 1721 года был заключен Ништадтский мирный договор, подведший итоги Северной войны.

## История службы
Корабль «Ништадт» был заложен в Роттердаме по заказу князя Б. И. Куракина в 1720 году и после спуска на воду в 1721 вошёл в состав Балтийского флота России.
12 (23) ноября 1721 года при переходе из Голландии в Россию у острова Эзель сел на мель, при этом никто из экипажа судна не пострадал. В следующем году к месту крушения была организована экспедиция, однако ни одна из попыток снятия корабля с мели не увенчалась успехом. С корабля были сняты орудия и такелаж, которые доставили в Кронштадт.

## Командиры корабля
Командиром корабля «Ништадт» в 1721 году служил З. Д. Мишуков.